# Muschberg en Geestenberg
 Muschberg en Geestenberg is een buurt in het stadsdeel Tongelre in de Nederlandse stad Eindhoven. De buurt ligt in het oosten van Eindhoven, in de wijk Oud-Tongelre. Op 1 januari 2023 telde de buurt 3.940 inwoners, verdeeld over 1.930 woningen, met een gemiddelde WOZ-waarde van € 303.000, op een oppervlakte van 0,77 km². 